# V作戦
V作戦（ブイさくせん、Operation V）は、アニメ『機動戦士ガンダム』において存在する、架空の軍事計画。一年戦争時の地球連邦軍の作戦名。

## 概要
地球連邦軍がジオン公国軍に遅れをとっていた宇宙戦略を形勢逆転させるため、モビルスーツ（MS）の開発と、MS運用を前提とした新型宇宙空母（あるいは宇宙戦艦）の開発・配備計画である。先行していたRX計画（アールエックスけいかく）という宇宙世紀0078年3月に開始された地球連邦軍による諜報活動、新兵器開発などの複数の計画が統合され、宇宙世紀0079年にガンタンク、ガンキャノン、ガンダムの3タイプ、及びMS母艦ホワイトベースの開発に成功する。宇宙世紀0079年9月時点では、技術士官のテム・レイ大尉を中心として開発された3機のMS「RXシリーズ」をサイド7に運び入れ、組み立てたうえで調整・最終テスト後にホワイトベースでジャブローに搬入する予定であった。しかし、本作戦をキャッチしたジオン公国軍少佐シャア・アズナブルの介入によりこの計画は破綻し、予想外の展開をみせるようになる。
また、結果としてジオン軍のMS開発に大きな影響を及ぼした。
地球連邦軍内部において、既存のサラミス級やマゼラン級などの艦艇にMS艦載能力やミノフスキー粒子散布環境における戦術対応などの改良を施して量産したビンソン計画との並行発動やすり合わせが行われており、ガンダムは量産型のジムが量産されている。

## 計画の推移

### 前史
ジオン公国のMS開発は、対外的には作業用機器として発表されていた。これに対し、地球連邦軍はほとんど興味を示さなかったが、ジオン公国がMSの戦力化を進めていた以上、非積極的ではあったが研究が開始されることとなった。この研究は宇宙世紀0078年3月に「RX計画」と命名され、始動する。
RX計画ではルナ・チタニウム合金といった新素材や、後にV計画で重要な役割を担うコア・ブロック・システムなどの基礎分野の開発が行われた。
一方でミノフスキー粒子散布下での戦闘形態が不明確であったこともあり、MSという兵器形態の真の有効性には気づいていなかった。そこで、基礎研究や既存技術を流用した対MS兵器の開発など、複数の計画が同時に進行した。結果として、61式戦車の後継機種開発計画を転用した、旧来の戦車（自走砲）の性格を色濃く反映した「RTX-44」が開発されるに至った。
そこに、ジオン公国でMS開発に大きな役割を果たしたミノフスキー物理学の権威、トレノフ・Y・ミノフスキーが地球連邦側に亡命してくることになった。
ミノフスキー博士の参加はRX計画には一定の方向性を与えることになり、ジオン公国軍のものに比べれば洗練されているとは言い難いものの、下半身、腕部といった人間のスタイルに相当する部位を有する「ガンタンク」が開発された。
ガンタンク開発後、完全な人型MSを目指し、研究開発を開始する。

### 一年戦争勃発
宇宙世紀0079年1月3日にジオン公国が地球連邦政府に宣戦を布告し、後に一年戦争（ジオン独立戦争）と呼ばれることになる地球圏を巻き込んだ戦争が勃発した。大艦巨砲主義を色濃く反映した地球連邦軍の宇宙艦隊は、ミノフスキー粒子散布下の戦場でMSに瞬く間に撃沈され、ほぼ壊滅してしまう。それでも、地球連邦首脳部はこの敗北の理由がジオン公国による奇襲戦法にあると考え、MSの有効性に気づくことはなかった。
だが、一年戦争緒戦の一週間戦争のルウム戦役を前線で指揮してMSの有効性を目の当たりにし、自らも捕虜となったレビル将軍がMSに懐疑的であったジャブローの高官を説得し、MS開発を推進した。

### V作戦
宇宙世紀0079年4月1日、「MSの開発と量産化」・「MSの運用を前提とする専用母艦の建造」・「MSの運用方法の確立」を目的とする「V作戦」が開始された。先行していた「RX計画」も本計画に統合され、ジオン公国の開発スピードを上回る速度で研究・開発が進められた。機体開発と並行して、鹵獲した複数のザクを用いた戦術研究も行われた。
この計画で地球連邦軍はジオン公国のものとは違ったMSの運用方法を模索することになる。MSに徹底的な汎用性を求め、対艦・対戦闘機用だったジオン公国に対し、連邦軍は汎用でかつ対MS用であることを前提に白兵戦用MSとその支援用MSの二本柱とした。その結果、支援用の「ガンキャノン」と白兵戦用のRX-78-1「プロトタイプガンダム」、RX-78-2「ガンダム」RX-78-3通称「G-3ガンダム」などの完全な人型MSの開発に成功する。
専用母艦については、当初は宇宙戦闘機を搭載する宇宙空母であったペガサス級（当時はホワイトベース級）が計画変更に伴い、MS搭載強襲揚陸艦に改修される。ホワイトベースは宇宙世紀0079年4月に改修が行われ、7月に進宙し、9月1日に竣工した。

### 量産型モビルスーツの開発
試作機の完成後、量産MSの開発も進められた。ガンダムをベースとしたジムとその派生機である。一方で量産を急いだこともあり、ガンキャノンの完全な量産機開発は後回しにされ、サイド7強襲後に多大な戦果を挙げていたガンダムの量産型であるジムの生産が優先されたこともあり、ジムの生産ラインを流用してパーツを約60%流用した簡易量産機である「ジムキャノン」が生産されるに至った。戦争末期には完全な量産型である量産型ガンキャノンが開発されたが、少数の生産に終わった。
ガンタンクについては量産型ガンタンクや戦後にガンタンクIIが開発されたものの、少数生産されるに止まった。

## 設定の変異
テレビ版『機動戦士ガンダム』の本放送当初は「V作戦」という名称のみが登場し、詳細は描かれなかった。この「V作戦」の名称を初めて劇中で発したのは、テレビ版第1話に登場したシャア・アズナブル少佐（当時）である。その後、「地球連邦軍による初めてのMS開発計画」という設定が追加された。また、ホワイトベースについても、V作戦に関連したMSの運用を前提として建造された戦艦と設定された。
1990年代に入ってからはRX計画が新たに設定され、地球連邦軍のMS開発は一年戦争開戦後からではなく、それ以前より基礎開発がなされていた、という設定が付け加えられた。また、1990年代半ばにはOVA『機動戦士ガンダム 第08MS小隊』の発表により連邦軍のMS開発のペースは前倒しされ、ガンダムの戦闘データをベースにジムが開発されたというニュアンスは薄まることになる。
2000年代に入るとRX計画の内容はさらに拡大され、MSの開発のみならず、運用データの蓄積と運用方法の確立をもV作戦に盛り込まれていたと設定された。

## 『機動戦士Gundam GQuuuuuuX』におけるV作戦
『機動戦士Gundam GQuuuuuuX（ジークアクス）』では、ガンダムと母艦ペガサスがシャアに奪われ、その他の試作MSや関連パーツが破壊されたことで、作戦の大幅な修正が余儀なくされる。唯一、コクピットが大破した状態で残されていたガンキャノンを「軽キャノン」として量産するに留まった。
ガンダムを入手したジオン公国軍は、ガンダムをリバースエンジニアリングした簡易型ガンダムの量産化が正式採用され、ジオニック社のゲルググの開発中止など、乱立していたMS・モビルアーマー（MA）の開発競争の大幅な整理が行われた。

## 計画に関わった企業
- タキム社（熱核反応炉／熱核ロケットエンジン）[7]
- ハービック社（コア・ブロック・システム）[7]
- サムソム・シム社（フィルド・モーター）[7]
- ブラッシュ社（ビーム・ライフル／ハイパー・バズーカ）[7]